# Ambystoma lermaense
El ajolote de Lerma (Ambystoma lermaense) es un ajolote de la familia Ambystomatidae considerada una de las 15 especies endémicas del centro del país. Algunos ejemplares tienen un fenómeno natural denominado neotenia, que es la conservación del estado juvenil.
Es endémico del Estado de México y actualmente sus poblaciones se encuentran reducidas y diezmadas por la pérdida de hábitat ocasionada por extracción de agua a gran escala para su envío a la Ciudad de México. De los 19 sitios originales donde se encontraba, en el 2005 se observó que quedaba solo en 4.

## Descripción
El adulto en un tamaño moderado llega a medir en longitud de hocico-cloaca (LHC) de 118-125 mm, mientras que el adulto metamorfoseado 78 mm y longitud de la cola de 68 mm. Su color en estado juvenil es negro uniforme, más claro en la región ventral. En estado adulto es gris uniforme, en algunas ocasiones se suelen presentar glándulas circulares en la piel acompañadas de manchas color crema. Al llegar a la adultez empiezan a brotar dientes maxilares y premaxilares que crecen en tamaños desiguales. De igual forma, se desarrollan dientes vomerianos que se representan en dos zonas cada una de ellas con 11 hileras de tres a seis dientes. 

## Distribución y Hábitat

### Distribución
En la actualidad su ubicación geográfica se limita al Área de Protección de Flora y Fauna Ciénegas de Lerma, en cuatro localidades distribuidas en las lagunas de Chiconahuapan (Almoloya del Río), Chimaliapan (San Pedro Tultepec) y laguna Chignahuapan (San Nicolás Peralta) y en las localidades Tenango, Santa María, Jajalpa y San Pedro, en el Estado de México. 

### Hábitat
El ajolote de Lerma suele estar ubicado en pastizales, humedales (tierra adentro): ríos, arroyos y riachuelos permanentes (incluye cascadas), humedales (interiores), y lagos de agua dulce permanentes (más de ocho hectáreas).  Las condiciones del hábitat van desde un clima frío subhúmedo a veranos templados o cálidos, con una oscilación de temperatura que va de 12 °C a 18 °C; precipitación pluvial anual de 600 mm, los meses lluviosos son de mayo a octubre; la evaporación anual de 2,000 mm y una humedad atmosférica de 60 por ciento. 

## Amenazas
Una de las principales amenazas que presenta el ajolote de Lerma es la caza al rededor de algunas comunidades ubicadas cerca de las Ciénegas de Lerma, donde las personas utilizan este anfibio como alimento,argumentando que el motivo deriva del poco desarrollo y reproducción de esta especie, asegurando que esta problemática se debe al clima.
El cambio climático altera el ciclo reproductivo, el desarrollo y crecimiento de la reproducción de estos anfibios, ya que la temperatura es un elemento importante para el desarrollo de los ajolotes, debido a que ayuda al desarrollo de la tasa de consumo de oxígeno, la frecuencia cardiaca, la digestión, la tasa de desarrollo, la determinación del sexo. .
Esta especie está catalogada como en peligro de extinción porque su extensión de distribución es de 303 km2, su área de ocupación es de 300 km2. Todos los individuos se encuentran en una única ubicación definida por la amenaza y el trabajo de campo realizado desde que se evaluó la especie por última vez (2008) confirmó la continua disminución de la extensión y la calidad de su hábitat y del número de individuos maduros.